# Curl femoral tumbado

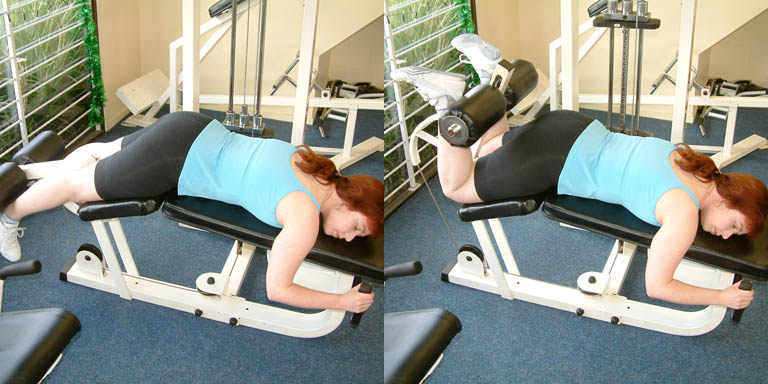
Ejecución de un “Curl femoral tumbado”.

El curl femoral tumbado es un tipo de entrenamiento con pesas de aislamiento cuyo músculo-objetivo es el entrenamiento del femoral de la pierna (músculos de la parte posterior de los muslos, denominados también isquiotibiales). Este ejercicio se suele complementar con la extensión de pierna.

## Ejecución
Este ejercicio se realiza tumbado boca abajo sobre una máquina en forma de banco. En la posición inicial los gemelos quedan detrás del soporte o rodillos, en su posición final las pantorrillas deberían quedar verticales con los muslos (en esta fase se debe evitar levantar los glúteos, para que el ejercicio sea más efectivo). Se aconseja aguantar la postura contraída durante uno o dos segundos para regresar a la posición inicial siempre de forma controlada (no dejar caer el peso).